# Emilià de Vercelli
Emilià de Vercelli (Piemont, segle V – Vercelli, 11 de setembre de 506) fou un bisbe itàlic. És venerat com a sant per diverses confessions catòliques.

## Biografia
Nasqué en el Piemont, encara que una errada en la lectura ha fet que hi hagi una tradició que el fa nascut a Llívia (Baixa Cerdanya), sense fonament històric.
Fou elegit bisbe de Vercelli entre 493 i 497, preocupant-se tant de la salut espiritual dels seus fidels com de les seves necessitats materials. El rei ostrogot Teodoric el Gran havia conquerit el nord d'Itàlia i molta de la població de Vercelli havia marxat, temerosa dels atacs; el bisbe Emilià es convertí en l'autoritat més important de la ciutat, i demanà a Teodoric de construir un pont i de reduir els impostos de la ciutat, obtenint les dues coses. A més, construí a expenses seves un aqüeducte a Vercelli.
Defensor de l'autoritat papal, anà a Roma a un concili convocat pel papa Símmac I. Emilià morí a Vercelli cap al 506, i fou sepultat a la catedral.

## Veneració
Malgrat que la tomba quedés en l'oblit, el seu culte es mantingué viu. El 17 de maig de 1181, el bisbe Albert traslladà les restes del bisbe a l'altar major. En 1565 se'n retrobaren les restes i es dipositaren a la capella de la Vergine dello Schiaffo, que es dedicà al sant bisbe.

## Tradició de l'origen català
Una tradició, molt estesa des del segle xvii, diu que Emilià havia nascut a Llívia, en el si d'una família romana. Volent fer vida religiosa, va ingressar en un convent de l'Orde de Sant Agustí de la Cerdanya. La seva fama, però, va arribar a la Santa Seu i el papa Hormisdes I el nomenà bisbe de Vercelli, on marxà i on la història continua com la d'abans.
Sembla que aquest origen català prové d'una mala lectura d'Aemilianus Vercelli, interpretat com a Aemilianus Vrgelli, "de l'Urgell", i que historiadors del començament del segle xvii, amb la voluntat d'assignar un nou sant a la regió, van conjecturar un nou origen i vida del sant piemontès.